# Сім дарів Святого Духа
Сім дарів Святого Духа — спираючись на Іс. 11:2, католицизм традиційно виділяє сім дарів Святого Духа: 
1. мудрість
2. розум
3. рада
4. мужність
5. знання
6. побожність
7. страх Господній[1][2].

Вчення про сім дарів Святого Духа розробив Тома Аквінський у трактаті «Сума теології» (лат. Summa Theologica).